# 1134 케플러
1134 케플러는 소행성으로, 맥스 울프에 의해 1929년 9월 25일에 발견되었다. 임시 이름은 1929 SA였으며, 천문학자 요하네스 케플러의 이름이 붙여졌다.